# شهرستان کفیدزن
شهرستان کفیدزن (به لاتین: Kwidzyn County) یک شهرستان در لهستان است که در استان پومرانی واقع شده‌است.

## خصوصیات
شهرستان کفیدزن ۸۳۴٫۶۴ کیلومترمربع مساحت و ۸۰٬۷۰۴ نفر جمعیت دارد.